# Subvarietat
Una subvarietat (en llatí: subvarietas) en la nomenclatura botànica és una categoria taxonòmica. Les subvarietats es fan servir rarament per la classificació dels organismes.

## Taxonomia vegetal
La subvarietat es troba: 
- per sota de la varietat (varietas)
- per sobre de la forma (forma).

La subvarietat és un tàxon infraespecífic.

### Nom
El seu nom consta de tres parts: 
1. un nom de gènere (gènere)
2. un epítet específic (espècie)
3. un epítet infraespecífic (subvarietat)

Per tal d'indicar el rang de subvarietat, es fa servir l'abreviació "subvar." posada abans de l'epítet infraespecífic.